# Jorge Neto
Jorge Manuel Ferraz de Freitas Neto (Porto em 3 de janeiro de 1957) é um político português.
Jorge exerceu os cargos de deputado na VIII, IX e X Legislaturas, Secretário de Estado da Defesa e Antigos Combatentes no XVI Governo, advogado e professor convidado da Universidade Independente.
É descendente de Martins Pires Carvalho, Cavaleiro de Basto, no reinado de D. Sancho I.
Formação académica na Faculdade de Direito da Universidade de Coimbra (1980), na London School of Economics (2001) e na Harvard Business School (2017).